# هي (مان!)
هي (مان!) (بالانجيلزي: Hey, man!)؛ هي أغنية روك للكندية نيلي فرتادو من ألبومها الأول هوا، نيلي!.

## معلومات الأغنية
- تاريخ الإصدار: 16 يوليو 2002
- التسجيل: 2000
- النوع: Pop ، Rock
- المدة: 4:10
- كلمات:Nelly Furtado
- ألحان: Gerald Eaton, Brian West